# Джеррі Гаррісон
Джеррі Гаррісон (англ. Jerry Harrison);нар. 21 лютого 1949) — американський музикант і продюсер, найбільш відомий як клавішник і гітарист рок-гурту Talking Heads, а також як оригінальний учасник The Modern Lovers.

## Кар'єра
Під час навчання в Гарварді Джеррі познайомився з Джонатаном Річманом. Вони разом починали в одному гуртові, а пізніше Гаррісон приєднався до гурту The Modern Lovers, який в 1971 році заснував Річман.
The Modern Lovers стали популярним гуртом в околицях Бостона. Після кількох позитивних відгуків від впливових в музиці критиків гуртом зацікавилися в A&M Records. У 1972 році Гаррісон з партнерами переїхали в Лос-Анджелес. У 1974 році, коли Warner Bros. Records розірвала контракт, Гаррісон посварився з Річманом і пішов з гурту.
Джеррі приєднався до гурту Talking Heads в 1977 році. Під час роботи з Talking Heads Гаррісон випустив кілька сольних синглів і альбомів, які не досягли будь-якого успіху.
Після розпаду Talking Heads Джеррі працював продюсером з такими виконавцями як The Von Bondies, Violent Femmes, Live, Crash Test Dummies, No Doubt, The Black and White Years, Кенні Вейн Шепард і багатьма іншими.

## Дискографія

### Сольні альбоми
- 1981 - The Red and the Black
- 1988 - Casual Gods
- 1990 - Walk on Water

### Сингли
- «Five Minutes» (1984)
- «Man With a Gun» (1988)
- «Rev it Up» (1988)
- «Flying Under Radar» (1990)